# Bjursjön (Långasjö socken, Småland)
Bjursjön är en sjö i Emmaboda kommun i Småland och ingår i Lyckebyåns huvudavrinningsområde.